# Eetes

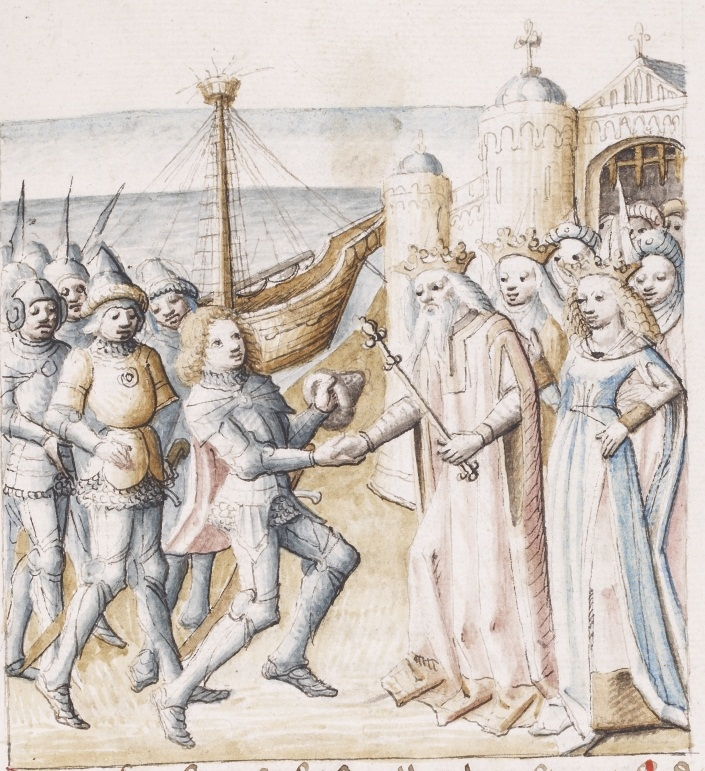
Jàson rebut pel Rei Eetes

Eetes (grec antic Αἰήτης, llatí Aeetes), fou un rei mític fill d'Hèlios i de Perseis que inicialment havia rebut del seu pare el regne de Corint, però l'havia deixat pel de la Còlquida, país situat al peu del Caucas, vora el mar Negre. Les seves germanes eren la fetillera Circe, que es relacionà amb Ulisses, i Pasífae, esposa de Minos.
De la seua unió amb l'oceànide Idia varen néixer Medea, Calcíope i Apsirt. A la Còlquida Eetes era rei d'Ea, la capital de la qual era la ciutat de Fasis, a la riba del riu del mateix nom. Quan Frixos, amb la seva germana Hel·le, fugia sobre un moltó amb velló d'or, va arribar a la Còlquida i va ser ben acollit pel rei, que li va concedir la mà d'una de les seves filles, Calcíope. Frixos sacrificà a Zeus el moltó miraculós i donà el velló a Eetes, que el clavà a un roure en un bosc consagrat a Ares. Més endavant, Jàson, que havia rebut de Pèlias l'ordre de portar-li aquell velló d'or, sortí amb els seus a buscar-lo amb la nau Argo. Quan els argonautes, després de moltes aventures, van arribar a Ea, el rei els prometé el velló amb la condició que Jàson superes unes proves, pensant que així es trauria de damunt una sol·licitud inoportuna. Però Jàson ajudat per Medea, filla d'Eetes, aconseguí dominar uns braus monstruosos i superar les altres proves. Eetes li denegà obertament el velló i va voler calar foc a la nau Argo. Jàson es va apoderar per la força del velló i va fugir, enduent-se a Medea. Eetes va sortir a perseguir-los, però Medea, que s'havia emportat el seu germà Apsirt, el va matar i va anant escampant pel mar el seu cos a trossos. Eetes, els anava recollint i es va anar distanciant de la nau Argo, fins que, desanimat, abandonà la persecució. Més endavant Eetes va ser destronat pel seu germà Perses i va ser restablert en el tron per Medea, que havia tornat sense donar-se a conèixer.